# 2005
Il 2005 (MMV in numeri romani) è un anno  del XXI secolo.

## Eventi
- Anno europeo del ricercatore
- Anno internazionale della fisica
- Anno internazionale dell'educazione fisica e dello sport
- Cork è capitale europea della cultura

### Gennaio
- 1º gennaio – Il Lussemburgo assume la presidenza di turno dell'Unione Europea
- 9 gennaio – elezioni in Palestina per la successione a Yasser Arafat, morto l'11 novembre 2004. Vincitore delle elezioni è Abu Mazen, uno dei fondatori del partito al-Fath negli anni cinquanta e primo ministro palestinese per un breve periodo nel 2003.
- 12 gennaio – Francia: l'Europarlamento di Strasburgo approva la Costituzione europea.
- 17 gennaio – Iraq: Sequestro lampo del vescovo Basile Georges Casmoussa.
- 23 gennaio – Viktor Juščenko è investito ufficialmente come presidente della repubblica in Ucraina.
- 30 gennaio – Iraq: si tengono le prime elezioni parlamentari.

### Febbraio
- 1º febbraio – Città del Vaticano: Giovanni Paolo II viene ricoverato al Policlinico Agostino Gemelli di Roma a causa di una ricaduta influenzale.
- 14 febbraio – Libano: Il primo ministro libanese Rafīq al-Ḥarīrī, a seguito di un attentato esplosivo a Beirut, viene assassinato.[1]
- 16 febbraio – entra in vigore il protocollo di Kyoto sull'emissione di gas tossici; vi aderiscono 141 Paesi, esclusi gli USA.

### Marzo
- 4 marzo – durante la liberazione della giornalista Giuliana Sgrena, viene ucciso a Baghdad da "fuoco amico" statunitense il funzionario del SISMI Nicola Calipari.
- 22 marzo-11 aprile - Kirghizistan: la "Rivoluzione dei tulipani" porta alla deposizione  del presidente Askar Akayev e alle dimissioni del suo governo.
- 28 marzo – un potente terremoto, originatosi al largo dell'isola indonesiana di Sumatra ed avente una magnitudo di 8,7 provoca la morte di centinaia di persone ed importanti danni materiali nell'isola di Nias, a sud di Sumatra.
- 31 marzo – Principato di Monaco: il principe Alberto assume la reggenza succedendo al padre malato, Ranieri III di Monaco, che si spegnerà il successivo 6 aprile.

### Aprile
- 2 aprile – Città del Vaticano: dopo quasi 27 anni di pontificato, muore papa Giovanni Paolo II (al secolo Karol Wojtyła).
- 8 aprile – Città del Vaticano: si svolgono i funerali di Giovanni Paolo II, davanti a quasi tutti i capi di Stato del mondo e ad una folla di 600.000 fedeli presenti in piazza San Pietro. Circa un milione sono i fedeli presenti a Roma per le esequie, giunti da ogni parte del pianeta. Nei giorni precedenti fra i 3 e i 5 milioni di persone sono giunti a Roma per rendere omaggio alla salma del grande Pontefice. La cerimonia esequiale è presieduta dal cardinale tedesco Joseph Ratzinger, che succederà a Giovanni Paolo II pochi giorni dopo, scegliendo il nome di Benedetto XVI.
- 9 aprile – Windsor: Carlo il principe di Galles si sposa in seconde nozze con Camilla Parker-Bowles.
- 15 aprile
  - Almeno 21 uomini muoiono e circa 50 restano feriti in un devastante incendio in un albergo nel centro di Parigi.
  - Funerali del principe Ranieri III di Monaco
- 18 aprile – Città del Vaticano: si apre il Conclave per l'elezione del successore di Giovanni Paolo II.
- 19 aprile – Conclave: Viene eletto papa il cardinale tedesco Joseph Ratzinger, già Arcivescovo di Monaco e Frisinga, il quale assume il nome di Benedetto XVI.
- 24 aprile – Città del Vaticano: in piazza San Pietro si svolge la messa di insediamento e di inaugurazione del pontificato del neoeletto Benedetto XVI.
- 25 aprile – ad Amagasaki, in Giappone, un treno deraglia e si schianta contro un palazzo; si contano quasi 100 morti e più di 400 feriti.
- 26 aprile – le truppe siriane si ritirarono dal Libano, ponendo fine a oltre 30 anni di occupazione.

### Maggio
- 4 maggio – Iraq: a Arbil il gruppo terroristico Ansar al-Sunna compie un attentato contro le reclute della polizia con 60 morti e 150 feriti.
- 6 maggio – Regno Unito: il Partito Laburista di Tony Blair vince le elezioni generali.
- 20 maggio – Cuba: nuova ondata di espulsioni ed arresti nella repressione del governo contro gli osservatori stranieri. Fra gli arrestati anche Francesco Battistini, inviato del Corriere della Sera. L'Unione europea minaccia la revoca dell'embargo.
- 21 maggio – la Grecia vince l'Eurovision Song Contest, ospitato a Kiev, Ucraina.

### Giugno
- 1º giugno – Il Regno Unito assume la presidenza di turno dell'Unione europea
- 7 giugno – Bolivia: una rivolta dei contadini e dei minatori provoca le dimissioni del presidente Carlos Mesa Gisbert.
- 9 giugno – Bolivia: Eduardo Rodríguez Veltzé diventa nuovo presidente.
- 11 giugno – la giornalista francese Florence Aubenas e il suo traduttore e autista iracheno Hussein Hanoun vengono liberati dopo 157 giorni di prigionia in Iraq.
- 12-13 giugno – in Italia si vota il referendum per l'abrogazione di alcune parti della legge 40 sulla procreazione assistita: non si raggiunge il quorum.
- 13 giugno – Michael Jackson viene dichiarato innocente dalle accuse di molestie sessuali su minore. L'artista viene scagionato da 14 capi d'accusa nei suoi confronti.
- 22 giugno – La Spezia: 10 ex appartenenti alla Wehrmacht sono condannati all'ergastolo in quanto giudicati responsabili dell'eccidio di Sant'Anna di Stazzema.
- 28 giugno – Afghanistan: "Operazione Red Wings" 4 Navy Seals vengono mandati per uccidere un capo talebano, caduti in un'imboscata tre di essi vengono uccisi e l'elicottero con altri sedici soldati venuto in soccorso viene abbattuto provocando la morte di tutti coloro al suo interno. Alla fine solo un Navy Seal è sopravvissuto.

### Luglio
- 2 luglio – Ihab al-Sherif, diplomatico egiziano (che sarebbe dovuto diventare il primo ambasciatore in Iraq), viene rapito da alcuni terroristi mentre si sta recando a comprare i giornali.
- 3 luglio – Spagna: entra in vigore la legge approvata tre giorni prima sul matrimonio tra persone dello stesso sesso e sull'adozione da parte di coppie dello stesso sesso.
- 7 luglio
  - Quattro esplosioni avvenute su diversi mezzi pubblici (metropolitana e autobus) in più parti della città sconvolgono Londra, proprio il giorno dopo l'assegnazione alla città inglese delle Olimpiadi del 2012, nel turno di presidenza dell'Inghilterra all'Unione europea e durante lo svolgimento della riunione dei G8 a Gleneagles, in Scozia. L'esito dell'attacco terroristico è pesante: 55 morti e 700 feriti.
  - L'Egitto conferma la morte del diplomatico Ihab al Sherif, diffusa in un video girato dai guerriglieri che lo avevano rapito.
- 12 luglio
  - Regno Unito: identificati gli attentatori: sono 4 giovani di Leeds di origine pakistana.
  - Israele: a Netanya un attentatore suicida palestinese si fa saltare in un centro commerciale provocando quattro morti.
  - Beirut: un'autobomba ferisce il ministro della Difesa, il filo-siriano Elias Murr; morti 2 agenti della scorta.
  - Barcellona: esplode una bomba all'Istituto culturale Italiano; muore un cane poliziotto, ferito un artificiere. Si segue la pista anarchica.
- 13 luglio
  - La Francia sospende il trattato di Schengen.
  - Baghdad: autobomba contro dei bambini in fila per ricevere caramelle dai soldati statunitensi; 27 morti.
- 14 luglio – Kenya: in uno scontro tribale a Turbi per il controllo dell'acqua muoiono 76 persone.
- 15 luglio
  - Egitto: arrestato il mandante dell'attentato di Londra del 7 luglio. L'attacco alla capitale britannica è stato progettato in Pakistan.
  - Baghdad: fallisce un attentato con autobomba al presidente iracheno Jalal Talabani; muoiono tre guardie del corpo.
  - Iraq: 20 morti in tre diversi attentati nel Paese.
- 16 luglio
  - Turchia: attentato contro un minibus nel centro turistico di Kuşadası; si contano 5 morti, sospettato il Partito dei Lavoratori del Kurdistan (PKK).
  - Iraq: un attentato alla moschea sciita di Musayb provoca 100 morti; ad Amarah vengono uccisi tre soldati britannici.
- 17 luglio
  - Guinea Equatoriale: precipita un aereo in un volo interno al paese, 55 morti.
  - Islamabad: uccisi 17 militanti islamici di origine straniera.
  - Iraq: le Brigate al-Masri minacciano gli occupanti dando un ultimatum di un mese.
- 18 luglio - Israele: una manifestazione di 15.000 persone a Netivot contro lo sgombero delle colonie ebraiche viene fermata dalla polizia.
- 19 luglio
  - Baghdad: attacco agli esponenti sunniti al lavoro sulla Costituente; si contano 3 morti. Per protesta il giorno seguente i sunniti lasciano i lavori sulla Costituente stessa.
  - Striscia di Gaza: scontri fra Hamas e l'Autorità Nazionale Palestinese provocano incendi e feriti; intanto la Brigata dei Martiri di al-Aqsa si schiera col presidente Mahmūd Abbās.
  - Regno Unito: gli imam lanciano una fatwā contro il terrorismo.
- 20 luglio
  - Pakistan: 200 arresti per terrorismo nelle indagini connesse all'attentato a Londra del 7 luglio.
  - Iraq: a Baghdad un attentatore suicida provoca 10 morti in un centro di reclutamento di polizia. A Samarra viene invece sabotato un oleodotto.
  - Indonesia: tre morti per un virus dei polli, si teme l'estensione dell'epidemia.
  - Kosovo: fallito attentato all'Alto rappresentante Ue per la politica estera, Javier Solana. I soldati NATO disinnescano una bomba prima del suo passaggio.
- 21 luglio
  - Londra: si verificano quattro esplosioni contemporanee nelle stazioni della metropolitana Warren Street, Oval e Shepherd's Bush e a bordo dell'autobus 26, ma non provocano nessun danno. La metropolitana viene evacuata e bloccata, mentre le teste di cuoio fanno irruzione nello University College Hospital e arrestano l'attentatore, unico ferito nell'esplosione.
  - Germania: il presidente Horst Köhler scioglie anticipatamente le camere.
  - Baghdad: sono sequestrati da al-Qaida due diplomatici algerini: l'incaricato d'affari Ali Belaroussi ed Ezzedin Ben Kadi.
  - Birkenhead, Gran Bretagna: due uomini sono arrestati per avere appiccato un incendio alla moschea locale.
- 22 luglio
  - Londra: la polizia uccide un presunto terrorista, ma si scoprirà che era un elettricista brasiliano, non aveva esplosivo addosso ed era totalmente estraneo alle stragi. Vengono diffusi quattro identikit di terroristi; un uomo viene arrestato a Stockwell.
  - Yemen: negli scontri scoppiati per l'aumento del prezzo della benzina muoiono almeno 39 persone.
  - Pakistan: altri 100 arresti contro il jihād.
  - Beirut: esplode in centro un'autobomba, provocando un morto.
- 23 luglio
  - Sharm el-Sheikh: attentato di al-Qaida con cinque esplosioni negli hotel e al mercato; si contano 90 morti e 200 feriti. Israele offre aiuto all'Egitto. Il ministro degli Esteri egiziano parla di un collegamento con l'attentato di Taba del 7 ottobre 2004. Nella penisola del Sinai vengono arrestati 35 sospetti.
  - Iraq: arrestato un sunnita, luogotenente di abu Musab al-Zarqawi; nel suo covo vengono trovate foto satellitari e indicazioni su possibili obiettivi.
  - Turchia: a Şırnak un blitz dell'esercito porta all'uccisione di 5 miliziani del Partito dei Lavoratori del Kurdistan (PKK) e al sequestro di un'ingente quantità di esplosivo. A Istanbul intanto i curdi fanno esplodere un ordigno in un bar del centro; 2 persone restano ferite.
  - Kandahar: i Talebani uccidono il presidente del tribunale di Panjwayee e il vice governatore del distretto di Shah-Wali-khot.
  - Harare: il presidente dello Zimbabwe Robert Mugabe fa radere al suolo le baraccopoli intorno alla capitale; 700.000 persone restano senza tetto.
  - Somalia: scontri tribali a Ilwak fra i clan Garre e Marehan per il controllo del territorio vicino al confine col Kenya; 32 morti e 64 feriti.
  - Santiago di Compostela: gli artificieri fanno brillare un piccolo ordigno che provoca lievi danni; arrestati due appartenenti al movimento indipendentista galiziano.
- 24 luglio
  - Pechino: rappresentanti delle due Coree raggiungono "un consenso" per stabilire la cornice della fine del programma nucleare della Corea del Nord.
  - Baghdad: attentato ad una stazione di polizia, 40 morti.
  - Afghanistan: in scontri a Gereshk muoiono un soldato USA e un miliziano talebano.
  - Il Cairo: un uomo rimane ferito per l'esplosione di una bomba artigianale che stava trasportando. Intanto salgono a 80 gli arresti per l'attentato di Sharm el-Sheikh. Con l'assenso di Israele il presidente Hosni Mubarak invia una brigata nel Sinai.
  - Londra: incidente diplomatico fra Regno Unito e Brasile dopo l'uccisione per errore dell'elettricista creduto un terrorista. Scotland Yard conferma però l'ordine di uccidere i sospetti.
- 25 luglio
  - Londra: identificati due attentatori del 21 luglio.
  - Baghdad: in due attentati davanti ad un hotel e ad una stazione di polizia muoiono 14 persone.
- 26 luglio
  - Tours: arrestato un ceceno coinvolto nell'omicidio del regista Theo van Gogh
  - Venezuela: il presidente Hugo Chávez fonda TeleSUR, rete via satellite anti-imperialista.
- 27 luglio
  - Iraq: il presidente della missione diplomatica algerina Ali Belaroussi e il diplomatico Ezzedine Ben Kadi, rapiti nei giorni precedenti, vengono uccisi. A Baghdad un attentatore suicida si fa esplodere in un ospedale, 5 morti e 10 feriti.
  - Birmingham: arrestato un terrorista somalo degli attentati di Londra del 21 luglio.
  - Cina: un misterioso morbo suino uccide 24 persone.
  - Niger: una carestia mette a rischio 1,3 milioni di persone.

### Agosto
- 1º agosto – Unione europea: entra in vigore il divieto di fare pubblicità al tabacco in radio, televisione, carta stampata e internet
- 2 agosto – Toronto: il volo Air France 358 prende fuoco durante l'atterraggio all'aeroporto Internazionale di Toronto-Pearson; 12 feriti e nessuna vittima.
- 3 agosto - Iran: Mahmud Ahmadinejad diventa il sesto presidente della Repubblica islamica.
- 14 agosto – Atene: precipita il Volo Helios Airways 522; nell'incidente muoiono tutte le 121 persone a bordo, alcune delle quali congelate. Si ipotizza un guasto all'impianto di pressurizzazione, ma restano molti interrogativi.
- 15 agosto – Striscia di Gaza: inizia il ritiro coatto dei coloni israeliani. Una minoranza resiste, appoggiata da militanti di destra. Ne seguono scontri e 800 arresti.
- 16 agosto
  - Taizé, Francia: assassinato da una squilibrata Frère Roger, fondatore e priore della Comunità Ecumentica di Taizé.
  - Venezuela: a causa di un guasto ai motori precipita l'aereo Panama-Martinica (volo West Caribbean Airways 708 operato da un MD-82) con a bordo 160 persone; muoiono tutti.
  - Herat: cade un elicottero militare spagnolo, 17 morti.
- 17 agosto
  - Striscia di Gaza: procede rapidamente lo sgombero dei coloni israeliani: 11 insediamenti su 21 sono già vuoti. A Neve Dekalim 2.000 ultraortodossi si barricano nella sinagoga. In Cisgiordania un ebreo uccide quattro palestinesi.
  - Bangladesh: nel giro di un'ora scoppiano 350 mini-ordigni, provocando 2 morti e 125 feriti.
  - Baghdad: tre attentati con autobus-bomba causano 43 morti e 76 feriti.
- 19 agosto – Kerpen, Germania: i partecipanti alla ventesima edizione della Giornata mondiale della gioventù si radunano nella spianata del Marienfeld, ex miniera di lignite, per partecipare alla veglia conclusiva dell'evento presieduta da Papa Benedetto XVI.
- 29 agosto – Stati Uniti: l'uragano Katrina si abbatte sulle coste americane. Molta paura a New Orleans; numerosi i morti e danni per milioni di dollari.
- 30 agosto
  - Stati Uniti: è di 80 morti il numero provvisorio dei morti causati dall'uragano Katrina negli stati americani della Louisiana, del Mississippi e dell'Alabama; New Orleans è per l'80% allagata a causa della rottura di alcuni argini, viene dichiarata la legge marziale in tutta la città; danni per 30 miliardi di dollari; un milione di persone è senza elettricità.
  - Parigi: rogo in un palazzo del quartiere di Marais; 7 morti di cui 4 bambini.
- 31 agosto
  - Iraq: 648 morti e 322 feriti per ressa in una moschea sciita di Baghdad, dopo la diffusione della notizia di un attentatore suicida tra la folla. La maggioranza delle vittime sono donne e bambini. Proclamati tre giorni di lutto nazionale.
  - Stati Uniti: dopo il passaggio dell'uragano Katrina a New Orleans cede un altro argine, la città ormai completamente allagata si prepara all'evacuazione totale; George W. Bush sblocca le riserve petrolifere per venire incontro al blocco della produzione di greggio degli impianti situati nel Golfo del Messico.

### Settembre
- 1º settembre – Doha: la televisione del Qatar Al Jazeera trasmette un nuovo video di al-Qaida, dove il braccio destro di Osama bin Laden rivendica gli attentati di Londra del 7 luglio precedente e minaccia nuovamente l'Occidente.
- 5 settembre
  - Indonesia: un Boeing di linea precipita subito dopo il decollo in una zona residenziale; 143 i morti.
  - Austria: strage di bambini a Sölden (Austria). Un elicottero perde il carico e centra una cabina della funivia, nove vittime.
- 30 settembre – vengono pubblicate le caricature di Maometto sul quotidiano danese Jyllands-Posten.

### Ottobre
- 8 ottobre – Islamabad: terremoto di magnitudo 7,6 gradi, alle 5:50 ora italiana, con epicentro a circa 95 chilometri a nordest di Islamabad. Il sisma è stato avvertito anche nella capitale dell'India, dell'Afghanistan e del Bangladesh. Si stimano 30.000 morti; fra questi vi è anche un italiano.
- 13 ottobre – Nal'čik: un commando di 150 separatisti ceceni del gruppo Kabardino-Balkaria Yarmuk assalta la città, occupando una stazione di polizia e altri edifici. Nella battaglia muoiono 24 persone e la città viene liberata in giornata dalle forze speciali russe.
- 15 ottobre – Iraq: il popolo approva con un referendum la Costituzione del nuovo Iraq democratico, parlamentare e regionale: il voto contrario degli arabi sunniti non compensa la grande maggioranza di "Sì" degli elettori arabi sciiti e curdi.
- 27 ottobre – Francia: a Clichy-sous-Bois due adolescenti, Zyed Benna di 17 anni e Bouna Traoré di 15, muoiono fulminati da un trasformatore all'interno di una cabina elettrica dove si erano nascosti per fuggire dalla polizia. L'episodio scatenerà violente rivolte nelle banlieues che si protrarranno per 20 giorni.

### Novembre
- 6 novembre – Birmania: la capitale viene spostata da Yangon a Pyinmana, dal 27 marzo 2006 ufficialmente rinominata Naypyidaw (sede dei re).
- 9 novembre – Giordania: una serie di attacchi suicidi terroristici contro tre diversi alberghi ad Amman, 60 morti e 115 feriti.
- 19 novembre – Alberto II viene ufficialmente incoronato a capo del Principato di Monaco.

### Dicembre
- 1º dicembre – Sudafrica: riconoscimento del matrimonio tra persone dello stesso sesso.
- 5 dicembre – Israele: attentato suicida nel centro commerciale Hasharon di Natanya. Sei morti e circa 30 feriti.
- 6 dicembre – Regno Unito: David Cameron è il nuovo leader del Partito conservatore britannico.
- 15 dicembre – Iraq: si tengono le seconde elezioni parlamentari.
- 18 dicembre – scoppia una guerra civile in Ciad dopo che forze ribelli, appoggiate dal Sudan, attaccano la capitale, N'Djamena.

## Scienza e tecnologia
- 8 gennaio – tre astronomi statunitensi scoprono Eris, il secondo pianeta nano più grande del Sistema solare.
- 14 gennaio – La sonda europea Huygens atterra su Titano, la più grande delle lune di Saturno, dopo un viaggio di 7 anni.
- 15 gennaio – Arrivano sulla Terra le foto della sonda Huygens su Titano.
- 16 gennaio – Adriana Iliescu è la prima donna a partorire un figlio all'età di 66 anni.
- 19 gennaio – Sulle spiagge di Newport Beach, a Los Angeles, si arenano più di 1.500 calamari giganti (Dosidicus gigas, o calamari di Humboldt). La specie è comune nell'America Meridionale ma non si era mai spinta così a nord.
- 5 aprile – Germania: un gruppo di astronomi scatta la prima foto di un pianeta al di fuori del Sistema solare. Lo afferma il prof. Ralph Neuhäuser dell'Università di Jena, riferendosi al pianeta GQ Lupi, nella costellazione del Lupo, lontano da noi 400 anni luce circa e di massa doppia rispetto a quella di Giove.
- 8 aprile – Eclissi solare ibrida (Oceano Pacifico del sud)
- 27 aprile – il più grande aereo mai costruito, l'Airbus A380, effettua il suo primo decollo da Tolosa, Francia.
- 19 maggio – Corea del Sud: vengono clonate cellule staminali per cure su misura per i pazienti. Condanna del mondo cattolico.
- 20 maggio – Newcastle upon Tyne: ricercatori ottengono embrioni da cellule umane adulte. George W. Bush condanna l'iniziativa e pone il veto su operazioni simili negli USA.
- 3 luglio – La sonda spaziale Deep Impact lancia il modulo Impactor contro la cometa Tempel 1, per provocare un'esplosione all'interno di questa. La "Deep Impact", che rimarrà a circa 500 chilometri di distanza, potrà fotografare tutto il processo ed inviare i dati alla Terra.
- 4 luglio – Alle 7:52 (ora italiana) il modulo Impactor della sonda spaziale Deep Impact raggiunge e colpisce la cometa Tempel 1 alla velocità di 13.000 chilometri orari. L'esplosione scaturita è paragonabile a quella di 5 tonnellate di tritolo, ed ha liberato nello spazio una nube di ghiaccio, polveri e detriti, analizzare dalla sonda.
- 5 luglio – Il giornale britannico The Independent pubblica lo studio sulle orme di Homo sapiens trovate vicino al lago Valsequillo, in Messico, nel novembre 2003. I ricercatori delle Università di Liverpool e di Bournemouth dichiarano che le orme risalgono 38-39.000 anni fa, mentre si era sempre creduto che l'America non fosse stata colonizzata prima di 11.500 anni fa.
- 18 luglio – Bologna: viene effettuato il primo trapianto di ginocchio al mondo.
- 26 luglio – Stati Uniti: lo Space Shuttle Discovery decolla dal Kennedy Space Center in Florida. È la prima missione di uno Shuttle dopo il disastro dello Space Shuttle Columbia.
- 3 ottobre – Eclissi solare anulare (Portogallo settentrionale, Spagna, Africa orientale)
- 20 novembre – la sonda spaziale giapponese Hayabusa esegue il primo dei due atterraggi su Itokawa, un asteroide che all'asse maggiore misura 550 metri.

## Sport
- 11 gennaio – il motociclista italiano Fabrizio Meoni muore in un incidente durante la Dakar.
- 28 gennaio – Bormio, Italia: si aprono i Campionati mondiali di sci alpino 2005.
- 20 marzo – Hong Kong: le Figi, ancora una volta capitanate da Waisale Serevi, vincono per la seconda volta la Coppa del Mondo di rugby a 7 sconfiggendo in finale la Nuova Zelanda 29-19.
- 29 marzo – la squadra femminile di tennistavolo della Romania vince per la terza volta il titolo europeo.
- 3 aprile – Allo Staples Center di Los Angeles, in California, ha luogo la 21ª edizione di WrestleMania: nel main event Batista sconfigge Triple H, conquistando il World Heavyweight Championship.
- 23 aprile – Viene presentato Ilanaaq, il logo ufficiale dei XXI Giochi olimpici invernali che si svolgeranno a Vancouver (Canada) nel 2010.
- 6 maggio – Lisbona: il CSKA Mosca vince la sua prima Coppa UEFA battendo per 3 a 1 lo Sporting Lisbona.
- 25 maggio – Istanbul: il Liverpool vince la sua quinta Champions League battendo ai rigori il Milan.
- 29 maggio – Paolo Savoldelli vince il Giro d'Italia 2005.
- 6 luglio – Singapore: il Comitato Olimpico Internazionale assegna a Londra le Olimpiadi e le Paraolimpiadi estive 2012.
- 22 luglio – Londra: la russa Elena Isinbaeva è la prima donna della storia a valicare i 5 metri nel salto con l'asta.
- 24 luglio – Parigi: Lance Armstrong vince il settimo Tour de France consecutivo, titolo revocato nel 2012 a seguito dell'inchiesta di doping e all'ammissione dello stesso atleta di essere ricorso al doping.
- 26 agosto – Monaco: il Liverpool vince la sua terza Supercoppa UEFA battendo per 3 a 1 il CSKA Mosca.
- 25 settembre
  - Sepang, Malesia: Valentino Rossi su Yamaha vince per la settima volta il Mondiale MotoGP.
  - Interlagos, Brasile: Fernando Alonso si aggiudica con due gare di anticipo la stagione 2005 di Formula 1 diventando il primo spagnolo e, a 24 anni e 59 giorni, è al momento il più giovane pilota a vincere il campionato.
- 8 dicembre – Italia: parte dal Quirinale la staffetta della fiaccola olimpica per i XX Giochi olimpici invernali di Torino 2006.
- 18 dicembre – Yokohama: il San Paolo vince il suo primo Campionato mondiale per club FIFA battendo in finale, per 1 a 0, il Liverpool.

## Cultura
- 17 gennaio – Ritrovato sul Colle Oppio, a Roma, un antico mosaico del 100 d.C.
- 6 marzo – Rubate alcune opere del pittore Edvard Munch appartenenti ad una collezione privata dell'albergo Refsnes Gods, a sud di Oslo, Norvegia. Le opere consistono in due litografie, un acquerello (Vestito blu), un autoritratto ed il ritratto del commediografo August Strindberg. Le opere verranno ritrovate il giorno seguente.
- 20 marzo – A Copenaghen viene sancita la fine del movimento cinematografico Dogma 95, nato dieci anni prima.
- 25 marzo – Si apre l'Expo Aichi 2005: prima esposizione mondiale del XXI secolo, che ha per tema "La saggezza della natura" (Aichi, Giappone)
- 23 aprile
  - Montréal è Capitale mondiale del libro per un anno.
  - nasce YouTube. Alle ore 20:27(UTC-7), viene registrato il primo account e viene caricato il primo video.
- 1º luglio – Gli esperti della National Gallery di Londra annunciano che, analizzando ai raggi infrarossi il dipinto La vergine delle rocce di Leonardo da Vinci, hanno trovato sotto di questo un disegno precedente, attribuibile allo stesso Leonardo. Secondo una prima analisi, originariamente l'intenzione dell'artista era di rappresentare l'adorazione di Gesù, per poi cambiare idea in seguito.
- 2 luglio – Si svolge il Live 8, serie di concerti a Londra e in altre otto capitali mondiali, organizzata da Bob Geldof per mobilitare l'opinione pubblica riguardo al problema della povertà in Africa e nel mondo, a soli tre giorni di distanza dall'inizio del vertice dei G8 di Edimburgo.
- 4 agosto – Parte a Francoforte sul Meno la prima conferenza internazionale di Wikimedia.
- 16 agosto – Milano-Edimburgo: create cellule staminali nervose a partire da un embrione.
- 13 ottobre – Stoccolma: assegnato il Premio Nobel per la letteratura al drammaturgo britannico Harold Pinter, autore di numerose opere fra cui Il Calapranzi e Tradimenti. Nella motivazione, l'accademia svedese afferma che Pinter "nelle sue opere scopre il baratro sotto il chiacchiericcio quotidiano e obbliga all'ingresso nelle stanze chiuse dell'oppressione".

## Nati
Ci sono circa 860 voci su persone nate nel 2005; vedi la pagina Nati nel 2005 per un elenco descrittivo o la categoria Nati nel 2005 per un indice alfabetico.

## Morti
Ci sono circa 1 740 voci su persone morte nel 2005; vedi la pagina Morti nel 2005 per un elenco descrittivo o la categoria Morti nel 2005 per un indice alfabetico.

## Calendario
| Calendario 2005 | Calendario 2005 | Calendario 2005 | Calendario 2005 | Calendario 2005 | Calendario 2005 | Calendario 2005 | Calendario 2005 | Calendario 2005 | Calendario 2005 | Calendario 2005 | Calendario 2005 | Calendario 2005 | Calendario 2005 | Calendario 2005 | Calendario 2005 | Calendario 2005 | Calendario 2005 | Calendario 2005 | Calendario 2005 | Calendario 2005 | Calendario 2005 | Calendario 2005 | Calendario 2005 | Calendario 2005 | Calendario 2005 | Calendario 2005 | Calendario 2005 | Calendario 2005 | Calendario 2005 | Calendario 2005 | Calendario 2005 | Calendario 2005 |
| --------------- | --------------- | --------------- | --------------- | --------------- | --------------- | --------------- | --------------- | --------------- | --------------- | --------------- | --------------- | --------------- | --------------- | --------------- | --------------- | --------------- | --------------- | --------------- | --------------- | --------------- | --------------- | --------------- | --------------- | --------------- | --------------- | --------------- | --------------- | --------------- | --------------- | --------------- | --------------- | --------------- |
|                 | 1               | 2               | 3               | 4               | 5               | 6               | 7               | 8               | 9               | 10              | 11              | 12              | 13              | 14              | 15              | 16              | 17              | 18              | 19              | 20              | 21              | 22              | 23              | 24              | 25              | 26              | 27              | 28              | 29              | 30              | 31              |                 |
| Gennaio         | Sa              | Do              | Lu              | Ma              | Me              | Gi              | Ve              | Sa              | Do              | Lu              | Ma              | Me              | Gi              | Ve              | Sa              | Do              | Lu              | Ma              | Me              | Gi              | Ve              | Sa              | Do              | Lu              | Ma              | Me              | Gi              | Ve              | Sa              | Do              | Lu              |                 |
| Febbraio        | Ma              | Me              | Gi              | Ve              | Sa              | Do              | Lu              | Ma              | Me              | Gi              | Ve              | Sa              | Do              | Lu              | Ma              | Me              | Gi              | Ve              | Sa              | Do              | Lu              | Ma              | Me              | Gi              | Ve              | Sa              | Do              | Lu              |                 |                 |                 |                 |
| Marzo           | Ma              | Me              | Gi              | Ve              | Sa              | Do              | Lu              | Ma              | Me              | Gi              | Ve              | Sa              | Do              | Lu              | Ma              | Me              | Gi              | Ve              | Sa              | Do              | Lu              | Ma              | Me              | Gi              | Ve              | Sa              | Do              | Lu              | Ma              | Me              | Gi              |                 |
| Aprile          | Ve              | Sa              | Do              | Lu              | Ma              | Me              | Gi              | Ve              | Sa              | Do              | Lu              | Ma              | Me              | Gi              | Ve              | Sa              | Do              | Lu              | Ma              | Me              | Gi              | Ve              | Sa              | Do              | Lu              | Ma              | Me              | Gi              | Ve              | Sa              |                 |                 |
| Maggio          | Do              | Lu              | Ma              | Me              | Gi              | Ve              | Sa              | Do              | Lu              | Ma              | Me              | Gi              | Ve              | Sa              | Do              | Lu              | Ma              | Me              | Gi              | Ve              | Sa              | Do              | Lu              | Ma              | Me              | Gi              | Ve              | Sa              | Do              | Lu              | Ma              |                 |
| Giugno          | Me              | Gi              | Ve              | Sa              | Do              | Lu              | Ma              | Me              | Gi              | Ve              | Sa              | Do              | Lu              | Ma              | Me              | Gi              | Ve              | Sa              | Do              | Lu              | Ma              | Me              | Gi              | Ve              | Sa              | Do              | Lu              | Ma              | Me              | Gi              |                 |                 |
| Luglio          | Ve              | Sa              | Do              | Lu              | Ma              | Me              | Gi              | Ve              | Sa              | Do              | Lu              | Ma              | Me              | Gi              | Ve              | Sa              | Do              | Lu              | Ma              | Me              | Gi              | Ve              | Sa              | Do              | Lu              | Ma              | Me              | Gi              | Ve              | Sa              | Do              |                 |
| Agosto          | Lu              | Ma              | Me              | Gi              | Ve              | Sa              | Do              | Lu              | Ma              | Me              | Gi              | Ve              | Sa              | Do              | Lu              | Ma              | Me              | Gi              | Ve              | Sa              | Do              | Lu              | Ma              | Me              | Gi              | Ve              | Sa              | Do              | Lu              | Ma              | Me              |                 |
| Settembre       | Gi              | Ve              | Sa              | Do              | Lu              | Ma              | Me              | Gi              | Ve              | Sa              | Do              | Lu              | Ma              | Me              | Gi              | Ve              | Sa              | Do              | Lu              | Ma              | Me              | Gi              | Ve              | Sa              | Do              | Lu              | Ma              | Me              | Gi              | Ve              |                 |                 |
| Ottobre         | Sa              | Do              | Lu              | Ma              | Me              | Gi              | Ve              | Sa              | Do              | Lu              | Ma              | Me              | Gi              | Ve              | Sa              | Do              | Lu              | Ma              | Me              | Gi              | Ve              | Sa              | Do              | Lu              | Ma              | Me              | Gi              | Ve              | Sa              | Do              | Lu              |                 |
| Novembre        | Ma              | Me              | Gi              | Ve              | Sa              | Do              | Lu              | Ma              | Me              | Gi              | Ve              | Sa              | Do              | Lu              | Ma              | Me              | Gi              | Ve              | Sa              | Do              | Lu              | Ma              | Me              | Gi              | Ve              | Sa              | Do              | Lu              | Ma              | Me              |                 |                 |
| Dicembre        | Gi              | Ve              | Sa              | Do              | Lu              | Ma              | Me              | Gi              | Ve              | Sa              | Do              | Lu              | Ma              | Me              | Gi              | Ve              | Sa              | Do              | Lu              | Ma              | Me              | Gi              | Ve              | Sa              | Do              | Lu              | Ma              | Me              | Gi              | Ve              | Sa              |                 |

## Premi Nobel
In quest'anno sono stati conferiti i seguenti Premi Nobel:
- per la Pace: Agenzia internazionale per l'energia atomica e il suo direttore Muhammad al-Barādeʿī
- per la Letteratura: Harold Pinter
- per la Medicina: Robin Warren e Barry J. Marshall
- per la Fisica: Roy Glauber, John L. Hall, Theodor W. Hänsch
- per la Chimica: Robert Grubbs, Richard Schrock, Yves Chauvin
- per l'Economia: Robert Aumann, Thomas Schelling